# Avatha ethiopica
Avatha ethiopica là một loài bướm đêm trong họ Erebidae.